# الهيئة العامة للتعليم التطبيقي والتدريب
الهيئة العامة للتعليم التطبيقي والتدريب (بالإنجليزية: The Public Authority for Applied Education and Training) مقرها في الكويت وهي هيئة تعليمية تهتم في الأعمال الفنية والهندسية والحرفية

## نبذة تاريخية
انطلاقا من قناعة الدولة بأهمية التعليم الفني والمهني في دفع عملية التنمية الوطنية إلى الأمام، قامت وزارة التربية والتعليم آنذاك وفي عام 1972 بإنشاء إدارة تعنى بهذا الأمر سميت بـ «إدارة التعليم الفني والمهني» للإشراف على مدارس التعليم الفني التابعة للوزارة.
وقد تطورت تلك المدارس في ظل هذه الإدارة وأصبحت نواة لمعاهد فنية ومهنية عدة شملت معهدي التربية للمعلمين والمعلمات، والمعهد التجاري للبنين والبنات، والمعهد الصحي، بالإضافة إلى معهد الكويت للتكنولوجيا التطبيقية للبنين.
وفي عام 1973 تأسست الإدارة المركزية للتدريب والتي ألحقت في عام 1976 بوزارة الشؤون الاجتماعية والعمل على أن تتبع لها جميع مراكز ومعاهد التدريب في حيينها وهي معهد الاتصالات السلكية واللاسلكية، ومعهد الملاحة الجوية، ومركز الكهرباء والماء، ومركز الشويخ للتدريب الصناعي.
وبهدف توفير وتنمية القوى العاملة الوطنية بما يكفل مواجهة القصور بها ولتلبية احتياجات التنمية، صدر المرسوم الأميري رقم 63/1982 بإنشاء الهيئة العامة للتعليم التطبيقي والتدريب التي ضمت تحت جناحيها قطاع التعليم التطبيقي وقطاع التدريب تحت إشراف وزير التربية.
وفي عام 1986 قامت الهيئة بتطوير معاهد التعليم الفني لتصبح ثماني «كليات» منفصلة للبنين والبنات تتبع قطاع التعليم التطبيقي والبحوث وتضم كليات التربية الأساسية، والدراسات التجارية والعلوم الصحية والدراسات التكنولوجية. أما مراكز التدريب فقد أصبحت تابعة لقطاع التدريب، وتمشيا مع سياسة الهيئة التطويرية لرفع مستوى المخرجات بها تم تعديل مسماها لتصبح «معاهد» تضم معهد الاتصالات والملاحة للبنين والبنات، ومعهد تدريب الكهرباء والماء للبنين، ومركز التدريب الصناعي بالشويخ للبنين، بالإضافة إلى الدورات التدريبية الخاصة. ثم أضيف إليها لاحقا معهد التمريض، ومعهد التدريب الصناعي بصباح السالم ومدارس التعليم الموازي للبنين
وتلبية لاحتياجات سوق العمل في مجال التشييد والبناء، تم استحداث معهد التدريب الإنشائي الذي تم القبول به اعتبارا من العام الدراسي 2000/2001 وذلك لحملة شهادة النجاح في الصف الرابع المتوسط كحد أدنى.

## الأهداف
تهدف الهيئة العامة للتعليم التطبيقي والتدريب إلى توفير القوى العاملة الوطنية الفنية والمهنية لتلبية احتياجات التنمية في البلاد في المجالات المختلفة لتحقيق التقدم والرفعة للوطن الحبيب.
ومن اهدفها انها تجعل الشباب الكويتي هم أمل الغد الذي يعتمد عليه في بناء الوطن وإيجاد العمالة الوطنية لمستويات العمالة الوسطى الفنية والمهنية التي تحتاجها البلاد لتصبح منافسة للعمالة الوافدة في كثير من مجالات الإنتاج والخدمات، وأن تتحمل مسئولياتها الوطنية في التقدم الاقتصادي والاجتماعي

## المعاهد والكليات
أولا: الـكـليـات 
1. كلية التربية الأساسية. (بكالريوس) التي انتقلت حالياً إلى جامعة جابر الأحمد
2. كلية الدراسات التجارية. (دبلوم)
3. كلية العلوم الصحية.(بكالريوس)
4. كلية الدراسات التكنولوجية. (دبلوم) و (بكالريوس)
5. كلية التمريض. (بكالريوس)

ثانيا: المـعاهـد
1. المعهد العالي للاتصالات والملاحة - (معهد الاتصالات والملاحة - سابقاً).
2. المعهد العالي للطاقة - (معهد تدريب الكهرباء والماء - سابقاً).
3. معهد التدريب الصناعي.
4. معهد التـمريـض.
5. معهد التدريب الإنشائي.
6. معهد التدريب المهني.
7. المعهد العالي للخدمات الإدارية (معهد السكرتارية والإدارة المكتبية - سابقاً).
8. معهد السياحة والتجميل والأزياء.
9. حاضنة الشويخ الحرفية.

تهدف الدورات التدريبية الخاصة إلى تأهيل وإعداد قوى عاملة مدربة
على مهن ووظائف وتخصصات تحتاجها قطاعات سوق العمل المختلفة بحيث يتم توزيع المتدربين بهذه الدورات فور تخرجهم على جهات العمل الطالبة وهذا يعني معرفة المتدرب بمكان عمله منذ التحاقه بالدورة التدريبية، ويتطلب تصميم برامج هذه الدورات استخدام أساليب فنية خاصة لانتمائها إلى نوعية معينة من البرامج التي يصطلح على تسميتها بالبرامج التفصيل Tailored-made Program تصمم خصيصا لتفي باحتياجات تدريبية محددة تواكب الوصف الوظيفي للمهنة أو الوظيفة المطلوب التدرب عليها ويشترك في تصميم هذه البرامج ثلاث جهات: إدارة تخطيط وتنسيق التدريب. والمؤسسة التي ستتولى عملية التدريب (المعهد التدريبي) والجهة الطالبة (سوق العمل) ويتم تأهيل المتدربين بهذه الدورات طبقا لمستويين من التأهيل أولهما وهو مستوى (الفني) ويقبل به الطلبة الحاصلون على شهادة الثانوية العامة وما يعادلها ويقضون فترة تدريبية تمتد إلى عامين تدريبيين بأربع فصول تدريبية
والمستوى الثاني من التأهيل وهو مستوى (مساعد فني) ويقبل به الطلبة الحاصلون على شهادة المتوسطة ودون الثانوية العامة ويتدربون لمدة عام تدريبي بفصلين تدريبيين وغالبا ما يتم تنفيذ هذه الدورات في الفترة المسائية ويعين الخريجون على الدرجة الخامسة لمستوى الفني والدرجة السابعة لمستوى مساعد فني ويمكن أن يمنح الخريجون علاوات إضافية من علاوات درجة التعيين لبعض المهن والتخصصات. وفي إطار المفهوم السابق تتحدد فلسفة الدورات التدريبية الخاصة في البنود الرئيسية التالية
الربط التام بين احتياجات فعلية لسوق العمل وتخطيط التدريب
تلبية احتياجات سوق العمل من قوى عاملة مدربة طبقا لمواصفات محدده ومؤهله للقيام بالأعمال المطلوبة فور إنهاء المتدربين لدوراتهم التدريبية
مرونة التطوير المستمر للبرامج التدريبية لمواكبة التغيرات المهنية استثمار أمثل لإمكانات المعاهد التدريبية
وتركز برامج هذه الدورات على الجوانب العملية إضافة إلى المعارف النظرية اللازمة لإكساب المتدرب المهارات والقدرات المطلوبة للمهنة بمستوياتها المختلفة في سوق العمل. حيث يتم تدريب المتدرب ميدانيا في مواقع العمل للتعرف على بيئة العمل الفعلية وتتنوع الدورات التدريبية لتشمل المجالات التالية
1. مجالات فنية - تكنولوجية وهندسية
2. مجالات إدارية وأعمال مكتبية وسكرتارية
3. مجالات قطاع الخدمات
4. مجالات طبية وصحية مساعدة
5. المجال الزراعي

## الموقع المختصه بالهيئة
- موقع الرسمي للهيئة العامة للتعليم التطبيقي والتدريب 
- منتديات كلية الدراسات التجارية
- الموقع الرسمي للمعهد العالي للاتصالات والملاحة
- موقع الرسمي لمتدربين الدورات الخاصة
- موقع الرسمي لمتدربات الدورات الخاصة
- موقع قيم مدرسك وتابع اخبار الهيئة العامة للتعليم التطبيقي والتدريب
- الموقع الرسمي لمؤتمر الاتجاه إلى العالمية 2016 Heading Global - الكويت
- الموقع الرسمي للدورة الرياضية الثامنة لجامعات ومؤسسات التعليم العالي بدول مجلس التعاون لدول الخليج العربية - الكويت نوفمبر 2017 البطولة الخليجية للجامعات